# Szurdi András
Szurdi András (Gyöngyös, 1944. július 28. –) filmrendező, író, forgatókönyvíró

## Életpályája
1962-ben érettségizett a II. Rákóczi Ferenc gimnáziumban
1962-től az ELTE fizika szakára, majd a Színház és Filmművészeti Főiskolára járt, ahol Film és TV rendezői diplomát szerzett.
Diplomafilmje: „Magányosabb az angyaloknál” (főszereplők: Csomós Mari, Pilinszky János)
Asszisztensként dolgozott Keleti Márton, Szász Péter, Jancsó Miklós magyar és Peter Watkins Oscar-díjas, angol filmrendező mellett.
1970-ben Londonban a Young & Rubicam nemzetközi ügynökségnél marketingkommunikációt tanult.
A következő tíz évben több mint 100 reklámfilmet, 20 tévé- és rövidfilmet készített. 1981-1991 között játékfilmeket rendezett. Éveken át reklám és kommunikációs kampányok tervezésében és kivitelezésében volt kreatív munkatárs. A CIB Bankban, az elnök-vezérigazgató tanácsadójaként irányította a CIB internetbank tervezését és megvalósítását. A Magyar Bankszövetségben, a PKI munkacsoport elnöke volt. A „Tokaji Ősz” kulturális rendezvényt szervezte művészeti vezetőként. Játszó kapitányként megnyerte az első Magyar Internetes Bridzs Csapatbajnokságot. Tényfeltáró riportot írt az internetbankok biztonságáról. Bankbiztonsági konferencián előadást tartott a „Biztonság ára” témakörben. PSZÁF tanácsadó volt 2006-2010 között. A Rendőrtiszti Főiskolán előadást tartott „Internetes pénzügyi visszaélések” témában. PTA CERT-Hungary az Incidenskezelési Munkacsoport alapító tagja volt. A Magyar Bankszövetségben az E-munkacsoport tagja volt. PSZÁF tanácsadóként a Pénzforgalmi Állandó Bizottság tagja volt.
2011-től a Sorozat Könyvek Kiadó – ügyvezető igazgatója és tulajdonosa.
2016-tól független író (Sorozat Könyvek Kiadó megszűnik)
Apja Szurdi István volt, testvéröccse Szurdi Miklós.

## Játékfilmek
- „Transzport” történelmi sci-fi
- „Viaszfigurák” tévéfilm Stanley Ellin(wd) novelláiból
- „Képvadászok[7]” krimi-komédia (Szurdi Miklóssal közösen)
- „A halál árnyéka” tévéfilm Gyurkó László kisregényéből

## Forgatókönyvek
- „Privát kopó” (6 rész)[8]
- “Kisváros” (20 rész)[8]
- “Éretlenek” (13 rész)[8]

## Könyvek
- Kisváros; Fabula, Bp., 1994[9]
- Pókerkönyv. Kezdőknek és haladóknak; Ciceró, Bp., 1995[10]
- Az amerikai pókerháború. Három menetben. Első menet – 1861/1862; Falukönyv-Ciceró, Bp., 1995[11]
- Az átverés; Sorozat Könyvek, Bp., 2011 (Privát kopó-sorozat)
- A kínai gyilkosságok; Sorozat Könyvek, Bp., 2013 (Privát kopó-sorozat)
- „A festő hagyatéka” (regény - befejezetlen, nem jelent meg)
- Legendák könyve; Kalligram Bp., 2019 [12]

## Szövegkönyvek
- „Hair” musical, magyar színpadi változat[13]
- „Katonadolog” musical[14]
- „Titkos Erdő” mese-musical - szövegkönyv és dalszövegek
- „Guardian of the books”  angol nyelvű musical - szövegkönyv és dalszövegek

## Egyéb kalandok
- „Sokmindenmás”[15] zenés meselemez és mesekönyv - író és dalszövegíró
- „Az a régi nyár” zenei CD (zene: Döme Zsolt[16]) - producer és dalszövegíró
- „Piros veréb”[17] mesesorozat[18]
- Eve Ensler: „Vagina Monológok”, könyv és színdarab - fordító és producer
- „Kísértet Tangó” táncjáték[19] - librettó (zene: Döme Zsolt)[16]
- Akrobatikus Rock’n’Roll World Masters Hungarian Open és Akrobatikus Rock’n’Roll Európa-bajnokság - a televíziós műsor rendezője

## Magánélete
- Első felesége: Szurdi Éva keramikus művész (1964–1968)
- Második felesége: Szurdiné Gogola Julianna (1975–)
- Gyermekei: Szurdi Andrea (1975), Szurdi Miklós (1977), Szurdi János (1985)
- Unokái: Szurdi Iván (2008), Szurdi Anna (2009), Kóczián Emma (2013), Kóczián Máté (2015), Szurdi Dávid (2016), Szurdi Emilia (2020)